# Траутман, Рейнгольд
Рейнгольд Траутман (нем. Reinhold Trautmann; 16 января 1883, Кёнигсберг — 4 октября 1951, Йена) — немецкий языковед, лингвист, русист, переводчик, педагог, профессор (с 1920), политик. Действительный член Академия наук ГДР в Берлине (1949).

## Биография
Работал в университетах Кёнигсберга, Праги (профессор с 1920), Лейпцига, с 1948 в Университете Йены. С 1928 по 1931 год был членом Немецкой демократической партии. В 1937 году стал членом НСДАП. В 1933 году подписал Заявление профессоров о поддержке Гитлера. В 1939 году его трактат Die wendischen Ortsnamen Ostholsteins, Lübecks, Lauenburgs und Mecklenburgs («Славянские топонимы Восточного Гольштейна, Любека, Лауэнбурга и Мекленбурга») был запрещён по политическим мотивам. 
С 1940 года до смерти был членом Саксонской академии наук в Лейпциге, в 1947 году избран членом-корреспондентом, в 1949 г. — действительным членом Академия наук ГДР в Берлине .
Проводил исследования языка, литературы и культуры славян. Внёс значительный вклад в перевод древнерусской и славянской литературы. В 1931 году перевёл на немецкий язык древнерусскую «Повесть временных лет» Нестора Летописца.
Автор трудов в области балтистики, по проблемам связей балтийских языков со славянскими и другими индоевропейскими языками (издал «Балто-славянский словарь», 1923), славянской компаративистики.
Создал фундаментальное описание прусского языка, включающее тексты и словарь (1910), словарь прусских личных имён (1925); внёс вклад в прусскую диалектологию.

## Избранные труды
- Die altpreußischen Sprachdenkmäler (1910),
- Baltisch-Slawisches Wörterbuch (1923),
- Slawisch-baltische Quellen und Forschungen (1927),
- Wesen und Aufgaben der deutschen Slawistik, (1927) (в соавт.),
- Slawisch-baltische Quellen und Forschungen, (1927),
- Die Altrussische Nestorchronik in Übersetzung herausgegeben, (1931),
- Die slawischen Völker und Sprachen, (1948),
- Die elb- und ostseeslawischen Ortsnamen (1948—1956),
- Die slawischen Völker und Sprachen (1947).